# Lindögölen
Lindögölen är en sjö i Gnosjö kommun i Småland och ingår i Nissans huvudavrinningsområde.